# Bộ Dẫn (廴)
Bộ Dẫn, bộ thứ 54 có nghĩa là "bước dài" là 1 trong 31 bộ có 3 nét trong số 214 bộ thủ Khang Hy.
Trong Từ điển Khang Hy có 9 chữ (trong số hơn 40.000) được tìm thấy chứa bộ này.

## Tự hình Bộ Dẫn (廴)

Đại triện
Tiểu triện

## Chữ thuộc Bộ Dẫn (廴)
| Số nét bổ sung | Chữ                        |
| -------------- | -------------------------- |
| 0              | 廴/dẫn/                    |
| 3              | 廵/tuần/                   |
| 4              | 延/diên/ 廷/đình/ 廸/địch/ |
| 5              | 廹/bách/                   |
| 6              | 建/kiến/ 廻/hồi/ 廼/nãi/   |
| 7              | 廽/hồi/                    |